# Richard Staffler
Richard Staffler (* 23. Mai 1880  in Rentsch (Bozen); † 9. Jänner 1962 in Innsbruck) war ein Tiroler Jurist und Heimatforscher.

## Leben
Nach dem Besuch des Franziskanergymnasiums in Bozen studierte Richard Staffler in Innsbruck und Prag Jura. Er war Mitglied der katholischen Studentenverbindungen AV Austria Innsbruck und KDStV Ferdinandea (Prag) Heidelberg. Er arbeitete als Bezirksrichter in verschiedenen Bezirken, bis er vom faschistischen Regime seines Amtes enthoben wurde (siehe Geschichte Südtirols). Staffler optierte für Deutschland und war ab 1940 in der Südtiroler Kulturkommission des SS-Ahnenerbes in der Arbeitsgruppe ‚Volksgeschichte – Rassische Abstammung‘ unter der Leitung von Karl Felix Wolff und gemeinsam mit Ignaz Mader aktiv. Von 1941 bis 1949 war er als Richter in Innsbruck tätig. U. a. schrieb er auch Beiträge für das nationalsozialistische Bozner Tagblatt.

## Publikationen
Neben einigen Büchern verfasste er an die 100 Artikel für den Schlern und weitere Zeitungen und Zeitschriften.
- Die Hofnamen im Landgericht Kastelbell (Vinschgau) (= Schlern-Schriften 8). Innsbruck, Wagner 1924 (online)
- Die Hofnamen im Landgericht Schlanders (Vinschgau) (= Schlern-Schriften 13). Innsbruck, Wagner 1927 (online)
- Humor im Etschland. Innsbruck-Wien, Tyrolia 1938 (online)
- Die Hofnamen von Zwölfmalgreien und Leifers (= Bozner Jahrbuch für Geschichte, Kultur und Kunst 1952). Innsbruck: Wagner 1952 (online)